# 7. Sinfonie (Beethoven)
Ludwig van Beethovens 7. Sinfonie in A-Dur op. 92 entstand in den Jahren 1811 bis 1812. Die autografe Partitur ist datiert auf den 13. Mai 1812. Der Widmungsträger ist Moritz Reichsgraf von Fries.

## Entstehung und Rezeption
Als Beethoven mit der Komposition der 7. Sinfonie begann, plante Napoleon seinen Feldzug gegen Russland. Nach der 3. Sinfonie, möglicherweise auch der 5., scheint die 7. Sinfonie eine weitere musikalische Auseinandersetzung Beethovens mit Napoleon und dessen Politik zu sein, dieses Mal im Kontext der europäischen Befreiungskriege von der jahrelangen napoleonischen Vorherrschaft.
Beethovens Leben war zu dieser Zeit von einer sich verstärkenden Schwerhörigkeit geprägt, die ab 1819 „Konversationshefte“ nötig machte, mit deren Hilfe sich Beethoven und seine Kommunikationspartner schriftlich verständigten.
Die Uraufführung erfolgte am 8. Dezember 1813 in Wien. Davon berichtet die Allgemeine musikalische Zeitung wie folgt: „Einen der interessantesten und höchsten Genüsse erhielten die Freunde der Tonkunst am 8ten und 12ten durch Veranstaltung eines Concerts im grossen Saale des neuen Universitäts-Gebäudes. Der Unternehmer war der rühmlichst bekannte k k. Hofmechaniker, Hr. Mälzel, [...] Längst im In- und Auslande als einer der grössten Instrumental-Componisten geehrt, feyerte bey diesen Aufführungen Hr. v. B. seinen Triumph. Ein zahlreiches Orchester, durchaus mit den ersten und vorzüglichsten hiesigen Tonkünstlern besetzt, hatte sich wirklich aus patriotischem Eifer und innigem Dankgefühl für den gesegneten Erfolg der allgemeinen Anstrengungen Deutschlands in dem gegenwärtigen Kriege zur Mitwirkung ohne Entschädigung vereinigt, und gewährte, unter der Leitung des Componisten, durch sein präcises Zusammenwirken ein allgemeines Vergnügen, das sich bis zum Enthusiasmus steigerte. Vor allem verdiente die neue, zuerst genannte Symphonie jenen grossen Beyfall und die ausserordentlich gute Aufnahme, die sie erhielt. Man muss dies neueste Werk des Genie’s B.s selbst, und wol auch so gut ausgeführt hören, wie es hier aufgeführt wurde, um ganz seine Schönheit würdigen und recht vollständig geniessen zu können.“ Zu den erwähnten „vorzüglichsten hiesigen Tonkünstlern“ gehörten Anton Salieri (Ober-Kapellmeister), Ignaz Schuppanzigh (1. Violine), Louis Spohr (vermutlich 2. Violine), Joseph Mayseder (vermutlich Viola), Mauro Giuliani (vermutlich Violoncello) und Giuseppe Siboni.
Die Erstausgabe erschien im November 1816 im Verlag Steiner & Comp. (Partitur, Stimmen und Klavierauszug).

## Widmungsexemplar für Antonie Brentano
2018 wurde ein bislang unbekanntes Exemplar der Partitur entdeckt, das auf dem Titelblatt die eigenhändige Widmung trägt: „Meiner hochverehrten Freundin Antonie Brentano von Beethoven“. Beide waren in den Jahren 1810 bis 1812, als das Werk entstand, eng befreundet. Zahlreiche Forscher sehen in Antonie Brentano die Adressatin des berühmten Briefes an die Unsterbliche Geliebte, den der Komponist am 6./7. Juli 1812 in Teplitz schrieb. Einige andere Forscher teilen diese Hypothese nicht.
Der wertvolle Druck wurde vom Beethoven Center der San José State University in den USA erworben.

## Besetzung
2 Flöten, 2 Oboen, 2 Klarinetten, 2 Fagotte, 2 Trompeten, 2 Hörner, Pauken, 1. Violine, 2. Violine, Viola, Violoncello, Kontrabass. Die Aufführungsdauer liegt etwa zwischen 35 und 42 Minuten, wobei eine Verkürzung der Dauer meist auf nicht ausgeführte Wiederholungen der Exposition im 1. und 4. Satz zurückzuführen ist.
Orchesterbesetzung 2, 2, 2, 2 – 2, 2, 0, 0, timp, str

## Zur Musik

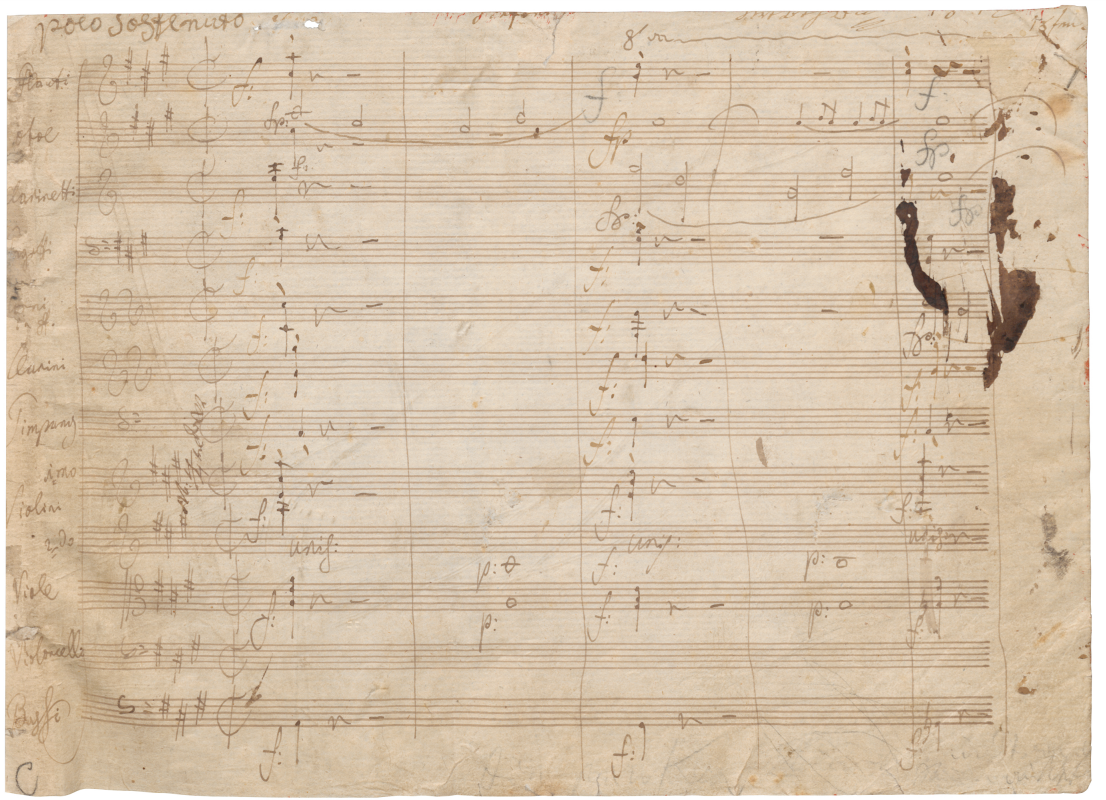
Erste Seite des autographen Manuskripts

### 1. Satz: Poco sostenuto – Vivace
In den ersten 62 Takten des ersten Satzes bildet sich immer mehr der das ganze Werk bestimmende Rhythmus heraus, bis er sich in den ersten vier Takten des Vivace endgültig manifestiert. Dieser Rhythmus veranlasste Richard Wagner, die Sinfonie als „Apotheose des Tanzes“ zu bezeichnen; Hector Berlioz wiederum verglich den ersten Satz mit einer „ronde de paysans“ (deutsch: „Bauerntanz“). Das Hauptmotiv im 1. Satz weist Ähnlichkeiten mit dem 2. Thema des 4. Satzes der Sinfonie D-Dur KV 97 auf, die möglicherweise von Wolfgang Amadeus Mozart komponiert wurde. Der Musikwissenschaftler Neal Zaslaw schrieb über diese Ähnlichkeit:

„Gespenstisch ist die Vorwegnahme einer Passage im 1. Satz von Beethovens 7. Sinfonie, nicht nur des Themas wegen, sondern auch wegen seiner ebenfalls sofortigen Wiederholung in Moll. Beethoven kann dieses unveröffentlichte Werk nicht gekannt haben. Wir müssen also entweder an einen erstaunlichen Zufall glauben oder annehmen, dass sie beide von einem Werk eines uns unbekannten Dritten inspiriert wurden.“

### 2. Satz: Allegretto
Wie der erste, so wird auch der zweite Satz vor allem vom Rhythmus bestimmt. Wolfgang Osthoff setzt den feierlichen Charakter dieses Satzes in Bezug zur Litaneiformel „Sancta Maria, ora pro nobis“ und vergleicht ihn mit einer Prozession. Beethoven bricht in diesem Satz mit der Tradition, indem er ihn mit einem Quartsextakkord, der traditionsgemäß lediglich im Solokonzert zur Kadenz überleiten durfte, beginnen und enden lässt.
Fünf Jahre vor der Komposition der 7. Sinfonie hatte Beethoven ursprünglich geplant, das Thema des zweiten Satzes für den langsamen Satz in seinem Streichquartett Nr. 9 C-Dur op. 59,3 einzusetzen. Karl Nef zufolge enthält der Mittelteil des Satzes mit einer Melodie von Klarinette und Fagott eine motivische Anleihe an die Arie „Euch werde Lohn in besseren Welten“ aus Beethovens Oper Fidelio.

### 3. Satz: Presto
Der dritte Satz beginnt mit dem abgewandelten Thema der Einleitung und bildet mit seinem lebhaften Charakter einen Kontrast zum Allegretto. Die thematische Arbeit besteht aus Wiederholungen, die in keiner Stimme zu Ende geführt werden. Das aus fünf Teilen (A-B-A-B-A) bestehende Scherzo (eine solche Fünfteilung findet sich auch in Beethovens vierter Sinfonie sowie auch einigen weiteren Werken aus Beethovens mittlerer Periode) endet relativ abrupt mit fünf Orchesterschlägen, was von Robert Schumann mit den Worten „Man sieht den Komponisten ordentlich die Feder wegwerfen“ beschrieben wurde.

### 4. Satz: Allegro con brio
Der stürmische Charakter des vierten Satzes veranlasste Carl Maria von Weber angeblich, Beethoven „reif fürs Irrenhaus“ zu erklären (nach anderen Quellen war es der erste Satz); Clara Schumanns Vater Friedrich Wieck mutmaßte, „daß diese Sinfonie nur im unglücklichen – im trunkenen Zustand komponiert sein könne, nämlich der erste und der letzte Satz“. Es gilt als unsicher, ob Beethoven von dem irischen Volkslied Nora Creina, von Csárdás-Rhythmen oder von dem von François Joseph Gossec verfassten Triumphmarsch Le Triomphe de la République inspiriert wurde. In seinem Buch Von Beethoven bis Mahler schreibt Musikwissenschaftler Martin Geck, dass „die Verkündigung des Ethos“ aus den Finalsätzen von Beethovens dritter, fünfter, sechster und neunter Sinfonie im Finale der 7. Sinfonie ausbleibt: „Mit seinem Hauptthema […] wendet es sich eher an die Sinne als an den Geist, fordert eher zum Sich-Gehenlassen als zur Sammlung auf, ist eher auf körperlichen Ausdruck denn auf innere Sublimierung gerichtet.“ Auch hier arbeitet Harry Goldschmidt die politische Semantik dieser „rasenden Finalgestalt“ heraus: „Einen reißenderen Finalsatz hat Beethoven nicht mehr komponiert. In riesigen Leiterfiguren, die sich kreuzweise über das ganze Orchester legen, werden die Feinde zuletzt buchstäblich ‚zu Paaren getrieben‘. Man begreift die junge Bettina von Arnim, als sie an den Dichter des Egmont schrieb, beim Anhören dieser Musik habe sie sich vorgestellt, ‚den Völkern mit fliegender Fahne voranziehen zu müssen‘. […] So erscheint Beethovens A-Dur-Sinfonie […] als sein großer Appell zur Völkerbefreiung.“

## Wirkung
Die Sinfonie wurde anderthalb Monate nach der Völkerschlacht bei Leipzig am 8. Dezember 1813 zusammen mit Wellingtons Sieg oder die Schlacht bei Vittoria im großen Redoutensaal der Wiener Universität als Benefizkonzert zugunsten der antinapoleonischen Kämpfer unter Beethovens Dirigat uraufgeführt und war ein außerordentlich großer Erfolg. Im nach Beethovens Anweisungen umfangreich ausgestatteten Orchester saßen namhafte Musiker wie Romberg, Spohr, Hummel, Meyerbeer, Salieri und wahrscheinlich auch Mauro Giuliani, der Cello spielte. Bei dieser ersten Aufführung und auch bei der zweiten am 12. Dezember desselben Jahres wurde der zweite Satz vom Publikum da capo verlangt. Von Beethovens Adlatus Schindler erfahren wir: „Die Jubelausbrüche während der A-Dur-Sinfonie und der ‚Schlacht von Vittoria‘ […] übertrafen alles, was man bis dahin im Konzertsaal erlebt hatte.“ In Beethovens Dankadresse an die Mitwirkenden werden die Motive offen ausgesprochen: „Uns alle erfüllt nichts als das reine Gefühl der Vaterlandsliebe und des freudigen Opfers unserer Kräfte für diejenigen, die uns so viel geopfert haben.“
Die Allgemeine musikalische Zeitung schrieb über die 7. Sinfonie:

„Vor allem verdiente die neue, zuerst genannte Sinfonie jenen großen Beyfall und die ausserordentlich gute Aufnahme, die sie erhielt. Man muss dies neueste Werk des Genie’s B.’s selbst, und wohl auch so gut ausgeführt hören, wie es hier ausgeführt wurde, um ganz seine Schönheiten würdigen und recht vollständig geniessen zu können. Ref. hält diese Symphonie, nach zweymaligem Anhören, […] für die melodiereichste, gefälligste und fasslichste unter allen B.schen Symphonien. […] Das Andante [sic!] (A moll) musste jedesmal wiederholt werden und entzückte Kenner und Nichtkenner.“

## Verwendung in Filmen (Auswahl)
Vor allem der 2. Satz der 7. Sinfonie wurde oft als Filmmusik verwendet:
- Beethoven Lives Upstairs[22]
- Irreversibel
- Knowing – Die Zukunft endet jetzt[23]
- The Fall[24]
- The King’s Speech[25]
- Zardoz[26]
- The Man from Earth[27]
- Defiance – Für meine Brüder, die niemals aufgaben
- Das bessere Leben[28]
- Love Exposure
- Mr. Holland’s Opus
- Diplomatie
- Tatort: Weil sie böse sind
- Sons of Norway
- X-Men: Apocalypse
- Mr. Robot
- Der Untergang des Hauses Usher (2023)